# Zaitunia schmitzi
Espèce
Synonymes
- Filistata schmitzii Kulczyński, 1911

Zaitunia schmitzi est une espèce d'araignées aranéomorphes de la famille des Filistatidae.

## Distribution
Cette espèce se rencontre en Israël et au Sinaï en Égypte,.

## Description
Les mâles mesurent de 2,5 à 3,3 mm et les femelles de 3,8 à 5,9 mm.

## Publication originale
- Kulczyński, 1911 : Fragmenta Arachnologica. XVI. Aranearum species nonnullae in Syria a Rev. P. Bovier-Lapierre et in Palaestina a Rev. E. Schmitz collectae. Bulletin international de l'Académie des Sciences de Cracovie, Classe des Sciences Mathématiques et Naturelles, vol. 1911, p. 12-5.